# Oneeke
Oneeke ist mit einer Fläche von 5,25 km² die kleinere der beiden Kuria-Inseln, die zu den Gilbertinseln in der Republik Kiribati gehören.

## Geographie
Oneeke ist von der Hauptinsel Buariki im Südosten nur durch einen 20 Meter breiten Kanal (Niedrigwassergebiet Te breeti) getrennt ist. Früher wurde dieser von einem Damm durchquert, heute sind die Inseln durch eine 10 Meter lange Brücke (Itintoa Bridge) miteinander verbunden.
Umgeben sind die Inseln von einem Korallenriff, das auf der Ostseite breiter ist als auf der Westseite. Das Atoll hat aufgrund seiner Form, ähnlich zweier Dreiecke, die sich mit den Spitzen berühren, keine Lagune. Das Riff umfasst 13,02 km² auf einem Sockel von 12,7 km². Oneeke besitzt beim gleichnamigen Ort im Westen einen kleineren Bootskanal durch das Riff.
Der Ort Oneeke mit 233 Einwohnern (Stand: 2020) auf 0,49 km² befindet sich an der Westküste der Insel.
Im Norden von Oneeke befinden sich Brackwasser-Fischzuchtteiche, die King’s Fish Ponds.